# Radar Love (Beverly Hills, 90210)
Radar Love is de twaalfde aflevering van het vierde seizoen van het tienerdrama Beverly Hills, 90210, die voor het eerst werd uitgezonden op 24 november 1993.

## Verhaal
Brandon begint zijn ex-vriendin Emily te missen en besluit haar op te zoeken. Hij heeft moeite met haar vinden, maar loopt uiteindelijk tegen haar op in San Francisco. Ze herenigen en brengen Thanksgiving met elkaar door. Emily vertelt echter niet dat ze binnen een week moet vertrekken naar Frankrijk voor een studiebeurs.
De KEG-huis, waar Steve en John lid van zijn, moeten een maaltijd houden voor daklozen en van huis weggelopen tieners. Ook Kelly en Donna dragen hun steentje bij. John zet zijn zinnen op de 15-jarige Denise. Denise is van hem onder de indruk, maar Steve weet dat John haar enkel wil gebruiken voor seks en komt ertussenin. Dit doet hij met succes, maar staat nu in het zwarte daglicht bij de machtige John.
Kelly nodigt Dylan uit voor Thanksgiving bij haar familie, maar hij zegt liever zijn Thanksgiving surfend in Baja te willen doorbrengen. Later accepteert hij een uitnodiging van Brenda om de Thanksgiving bij de familie Walsh door te brengen. Als de Taylors ook worden uitgenodigd door Cindy, voelt Kelly zich verraden als Dylan wel bij het Thanksgivingdiner van de Walshes komt opdagen.
Andrea brengt haar Thanksgiving door op het feest van de ouders van Dan. De ouders zijn van haar onder de indruk, maar Andrea begint steeds meer te vervreemden van Dan. Ze komt barman Jesse opnieuw tegen op het feest. Jesse kan zich ook Andrea nog herinneren en flirt met haar. Andrea wordt door hem verleid en geeft hem haar telefoonnummer en adres.

## Rolverdeling
- Jason Priestley - Brandon Walsh
- Shannen Doherty - Brenda Walsh
- Jennie Garth - Kelly Taylor
- Ian Ziering - Steve Sanders
- Gabrielle Carteris - Andrea Zuckerman
- Luke Perry - Dylan McKay
- Brian Austin Green - David Silver
- Tori Spelling - Donna Martin
- Carol Potter - Cindy Walsh
- James Eckhouse - Jim Walsh
- Ann Gillespie - Jackie Taylor
- Mark D. Espinoza - Jesse Vasquez
- Christine Elise - Emily Valentine
- Paul Johansson - John Sears
- Matthew Porretta - Dan Rubin
- A.J. Langer - Denise
- Brooke Theiss - Leslie Sumner
- Melissa Christopher - Rosie O'Toole
- Robert Leeshock - Keith Christopher
- William Wellman Jr. - Dr. Rubin
- Alexandra Kenworthy - Mrs. Rubin
- April Peterson & Arielle Peterson - Erin Silver